# تا روزی که باز یکدیگر را ببینیم
تا روزی که باز یکدیگر را ببینیم (ژاپنی: また逢ふ日まで) یک فیلم گمشده ژاپنی به کارگردانی یاسوجیرو اوزو است که در سال ۱۹۳۲ منتشر شد. این فیلم راویتی از ماجرای عاشقانه‌ای بین یک سرباز جوان و یک فاحشه است که در طول یک شب رخ می‌دهد.

## گزیدهٔ بازیگران
- یوشیکو اوکادا
- چوکو لیدا
- میتسوکو یوشیکاوا
- جوجی اوکا
- شینیو نارا
- هیروکو کاواساکی
- ساتوکو داته